# BA Connect
BA Connect (ursprünglich Brymon Airways) war eine britische Regionalfluggesellschaft im Besitz der British Airways mit Sitz in London und Basis auf dem London City Airport.

## Geschichte

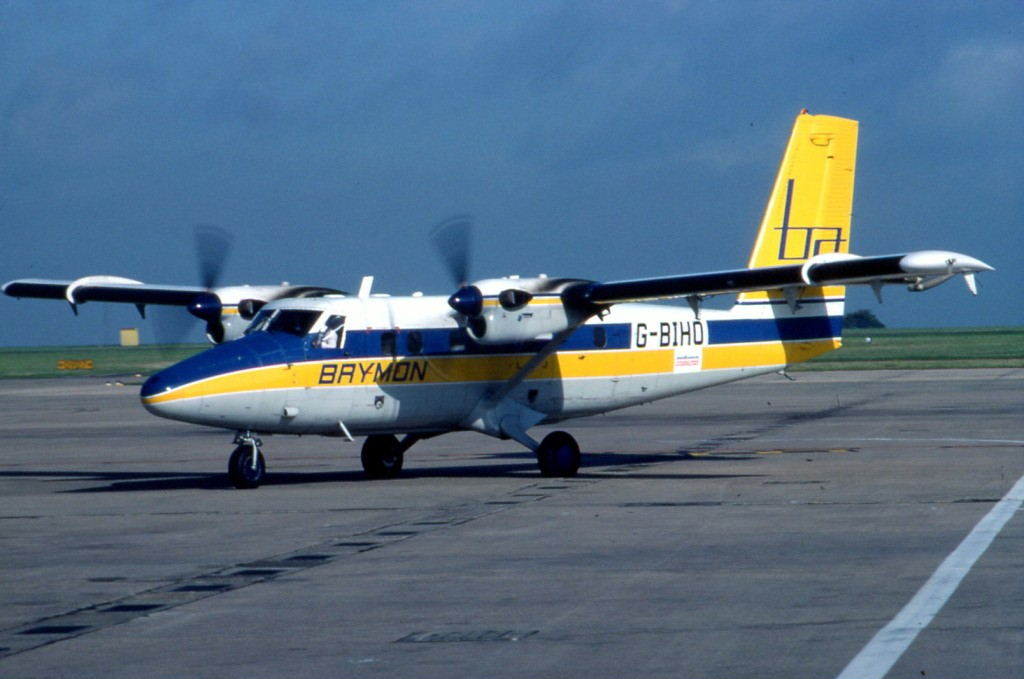
Eine De Havilland DHC-6 Twin Otter der Brymon Airways.

BA Connect wurde 1970 als Brymon Airways in Plymouth gegründet.
Im Jahr 1993 wurde Brymon Airways von British Airways aufgekauft und fusionierte 2002 mit British Regional Airlines  zu British Airways Citiexpress. Später wurde auch CityFlyer Express in die neue Fluggesellschaft integriert. 
Im Jahr 2006 wurde die Fluggesellschaft in BA Connect umbenannt. Außerdem stieg man auf ein Low-Cost-Geschäftsmodell um, mit Ausnahme der Flüge zum London City Airport. Zu dieser Zeit flog BA Connect ab Birmingham, Bristol, dem London City Airport und Manchester zu europäischen und innerenglischen Zielen.
Ende 2006 wurde beschlossen, BA Connect an die große britische Regionalfluggesellschaft Flybe zu verkaufen, im Gegenzug erhielt British Airways 15 % an Flybe. Außerdem übernahm die Muttergesellschaft British Airways alle Avro RJ100 von BA Connect, die schließlich bei BA CityFlyer zum Einsatz kamen. Nach einigen Medienberichten wurde BA Connect für den symbolischen Preis von 1 £ verkauft. Andere sprechen von 106 £.
Viel Sorge bereiteten die Flüge nach Schottland, doch Flybe gab an man würde auf den Routen weiter expandieren. Ein Jahr später stellte Flybe fest, dass die alten BA Connect-Routen nicht profitabel waren und so starteten die letzten Flüge ab Bristol am 24. März 2007.

## Ziele
BA Connect bot für British Airways in deren Auftrag und Markenauftritt Regional- und Zubringerflüge zu nationalen und europäischen Destinationen an. Ein besonderer Fokus lag auf dem London City Airport.

## Flotte

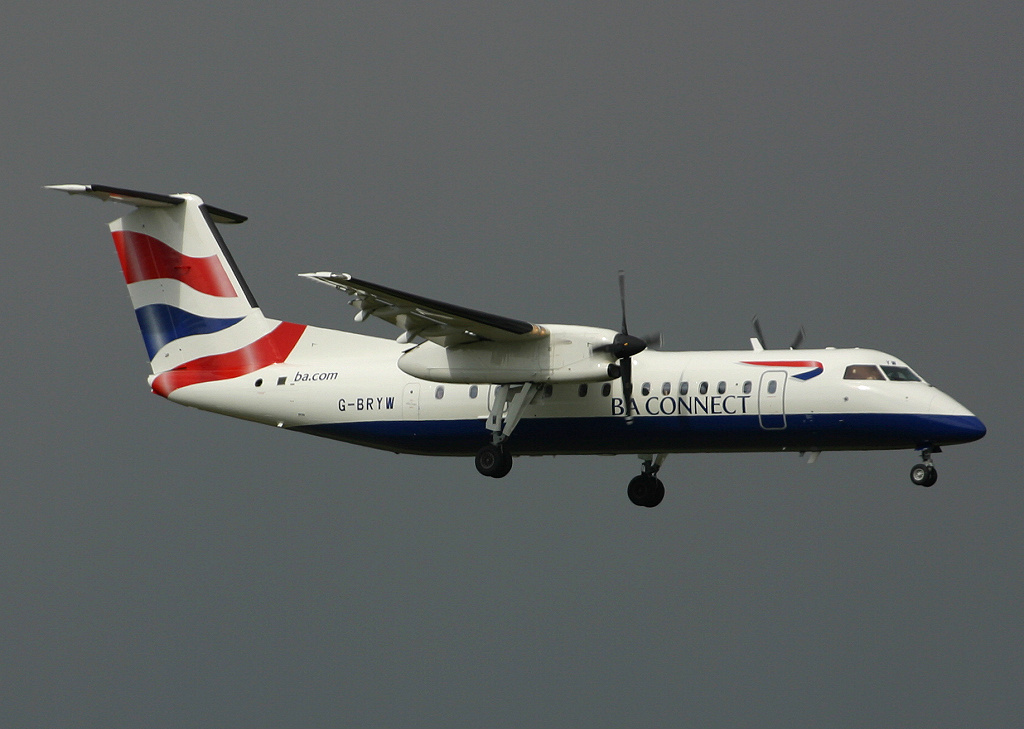
Eine De Havilland DHC-8-100 der BA Connect

Mit Stand März 2007, vor der Integration in Flybe, bestand die Flotte der BA Connect aus 48 Flugzeugen:
- 10 Avro RJ100  (integriert in die Flotte der BA CityFlyer)
- 01 BAe 146-100  (integriert in die Flotte der Flybe)
- 02 BAe 146-200  (integriert in die Flotte der Flybe)
- 01 BAe 146-300  (integriert in die Flotte der Flybe)
- 06 De Havilland DHC-8-300  (integriert in die Flotte der Flybe)
- 28 Embraer ERJ-145  (integriert in die Flotte der Flybe)